# Предрагович, Федор
Федор Предрагович (сербохорв. Федор Предраговић/Fedor Predragović; род. 8 апреля 1995, Баня-Лука, Босния и Герцеговина) — боснийский футболист, полузащитник клуба «Слобода».

## Карьера
До 2013 года Федор играл в молодёжном составе «Бораца».
26 мая того же года состоялся дебют Предраговича в основном составе клуба в матче премьер-лиги против клуба «ГОШК». После этого сыграл ещё 14 матчей в основе.
С 2012 года выступает за юношескую сборную до 19 лет. За этот период сыграл 8 матчей и забил один гол.